# Strukturkapital
Strukturkapital är en managementterm.
En organisations interna strukturkapital kan bestå av tillämpade stödsystem för utvecklingsprocesser, ledning och produktion samt modeller för kunskapsöverföring och dokumentation. Även bransch- och marknadsinformation, patent och uppfinningar etc räknas hit. Det externa strukturkapitalet kan bestå av varumärke, kund- och leverantörsrelationer, nätverk av samarbetspartners med mera. Eftersom skillnaden mellan strukturkapital och humankapital är att det förra stannar i organisationen även om medarbetarna byts ut, kan strukturkapitalet ge organisationen en inneboende effektivitet och handlingskraft som i viss mån förblir oberoende av de enskilda medarbetarnas bidrag eller förmåga. Strukturkapitalet kan då fungera som balanspost i en organisation vars humankapital har utarmats via förlust av nyckelpersoner och andra personalresurser.